# Сант-Алессио-кон-Вьялоне
Сант-Алессио-кон-Вьялоне (итал. Sant'Alessio con Vialone) — коммуна в Италии, находится в регионе Ломбардия, в провинции Павия.
Население составляет 379 человек (2008), плотность населения составляет 63 чел./км². Занимает площадь 6 км². Почтовый индекс — 27016. Телефонный код — 0382.
Покровителем коммуны почитается святой Алексий, человек Божий, празднование 17 июля.

## Демография
Динамика населения:

## Администрация коммуны
- Официальный сайт: